# Isotiocianato de fenetilo
Isotiocianato de fenetilo (PEITC) es un isotiocianato de origen natural que se encuentra en algunas verduras crucíferas. El PEITC ha sido estudiado por su potencial para la quimioprevención.
En términos de la biosíntesis, el PEITC se produce a partir de la gluconasturtina por la acción de la enzima mirosinasa.